# Hachan
Hachan é uma comuna francesa na região administrativa de Occitânia, no departamento dos Altos Pirenéus. Estende-se por uma área de 1,86 km². Em 2010 a comuna tinha 44 habitantes (densidade: 23,7 hab./km²).